# Gibraltár zászlaja

Gibraltár kormányzói zászlaja

Gibraltár címeres zászlaját 1502. július 10-én adományozták Spanyolország uralkodói, Ferdinánd király és Izabella királynő, majd 1936 júniusában megerősítették a brit hatóságok.
A vár és a kulcs Gibraltár fontos szerepét jelképezi, amelyet a Földközi-tenger kapujaként betölt.